# Madla kommun
Madla kommun (norska: Madla kommune) var en kommun i Rogaland fylke i sydvästra Norge. Kommunen omfattade ett område i den sydvästra delen av nuvarande Stavangers kommun (Hafrsfjords, Madlamarks och Sunde socknar). Orten Madlamark utgjorde kommunens centralort.

## Administrativ historik
Madla kommun upprättades 1930 när den dåvarande kommunen Håland delades i två och de båda kommunerna Sola respektive Madla bildades. Kommunen hade 1 091 invånare vid upprättandet.
Den 1 januari 1965 gick Madla kommun, tillsammans med en del av Hetlands kommun, upp i Stavangers kommun. Kommunens hade då 6 025 invånare.